# MGS Panserraikos
Podosferiki Anonimi Eteria Panseraikos 1946 (gr. Ποδοσφαιρική Ανώνυμη Εταιρεία Πανσερραϊκός 1946) – grecki klub piłkarski z siedzibą w Seres, założony 31 maja 1964.

## Historia
Klub Panserraikos założony został 31 maja 1964 w Seres z połączenia dwóch miejscowych klubów Iraklisu i Apollonu. Już w rok po powstaniu Panserraikos awansował do I ligi. Od tego momentu Panserraikos siedmiokrotnie awansował i spadał z Alpha Ethniki. W latach 90. klub popadł w kryzys i dwukrotnie w 1994 i 1996 spadł do III ligi. Ostatni raz do I ligi awansował w 2010. W 2009 odniósł swój największy sukces awansując do półfinału Pucharu Grecji. Najwyższą pozycje w lidze greckiej – 8 osiągnął Panserraikos w 1970 i 1981.

## Sukcesy
- mistrzostwo Beta Ethniki: 1964–65, 1971–72, 1979–80, 2007–08.
- mistrzostwo Gamma Ethniki: 1993–94

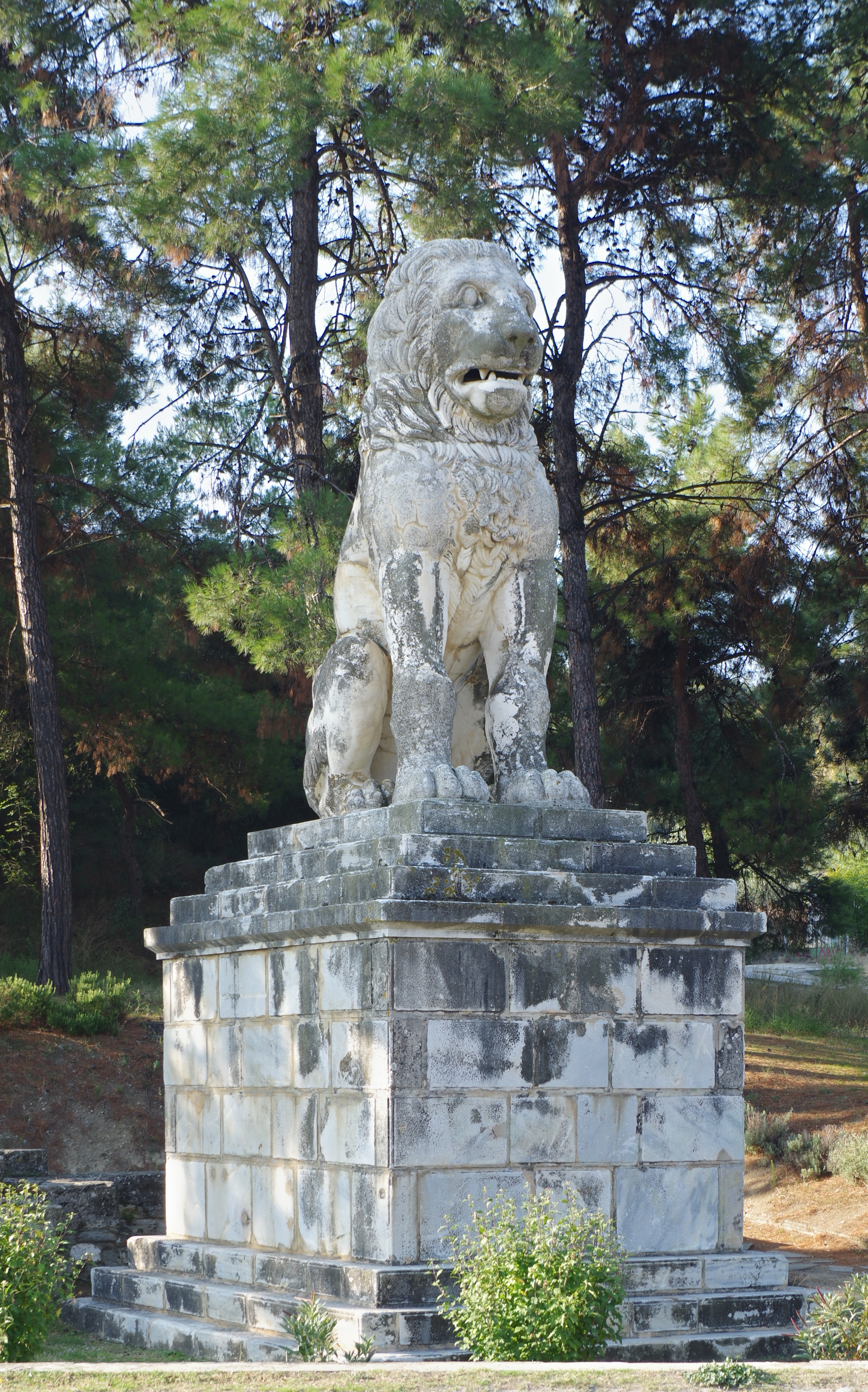
Lew z Amfipolis - symbol klubu

- półfinał Pucharu Grecji w 2009

## Trenerzy w historii klubu
| - Atanasios Dimitriadis (1994–1995) - Vladimír Táborský (1995–1996) - Bojczo Weliczkow (1996) - Dimitris Paraskiewopulos (1996–1997) - Konstandinos Tarasis (1997) - Janis Gunaris (1997) - Pawlos Dimitriu (1997) - Nikos Jawriilidis (1997–1998) - Christos Archondidis (1998–1999) - Vladimír Táborský (1999) - Pawlos Dimitriu (1999–2000) - Nikos Anastopulos (2000) - Pawlos Dimitriu (2000) - Christos Archondidis (2000) - Tansis Dokas (2000–2001) - Pawlos Dimitriu (2001) - Christos Archondidis (2001–2002) - Makis Katsawakis (2002) - Janis Jeorjadis (2002) - Konstandinos Josifidis (2002–2003) - Christos Archondidis (2003) |  | - Nikos Arjirulis (2003–2004) - Pawlos Dimitriu (2004) - Wasilis Andoniadis (2004–2005) - Dušan Mitošević (2005) - Lajos Détári (2005) - Dušan Mitošević (2005–2006) - Wasilis Andoniadis (2006) - Dušan Mitošević (2006–07) - Nikos Zalikas (2007) - Janis Papakostas (2007–2008) - Hugo Broos (2008–2009) - Ángel Pedraza (2009) - Guillermo Ángel Hoyos (2009–2010) - Dragan Kokotović (2010–2011) - Momčilo Vukotić (2011) - Pawlos Dimitriu (2011) - Josu Uribe (2011) - Pawlos Dimitriu (2011-2012) - Michalis Grigoriu (2012-2013) |  | - Sakis Anastasiadis (2013) - Andreas Panddziaras (2013–2014) - Kostas Wasilakakis (2014–2015) - Makis Katsawakis (2015) - Pawlos Dimitriu (2015–2016) - Paulo Luiz Campos (2016) - Nikiforos Kakoglu (2016) - Panajotis Dilmberis (2016–2017) - Sakis Anastasiadis (2017) - Periklis Amanatidis (2017–2018) - Apostolos Charalambidis (2018) - Petros Stoilas (2018) - Sakis Anastasiadis(2018) - Nikos Nendidis (2019) - Angelos Dingozis (2019–2020) - Petros Stoilas (2020–2021) - Janis Giokas (2021) - Gerard Zaragoza (2021–) |